# Roadmap
 (octobre 2017).
Pour les articles homonymes, voir Feuille de route.
Une roadmap (en français : calendrier de lancement ou plus largement feuille de route) est une représentation graphique simplifiée permettant de communiquer et de partager efficacement une intention stratégique afin de mobiliser, d’aligner et de coordonner les efforts des parties prenantes pour atteindre un ou plusieurs objectifs.
On peut aussi la définir comme la description séquencée dans le temps des offres produits ou services de l’entreprise. Composante produit essentielle du plan stratégique, elle décrit les produits de l’entreprise à horizon 1, 3 ou 5 ans de manière claire, structurée, cohérente et réaliste.

## Objectifs d'une roadmap
La roadmap a plusieurs objectifs :
- positionner l’entreprise et ses dirigeants en visionnaires sur leur marché et notamment vis-à-vis des clients et prospects ;
- piloter les développements de la R&D (Recherche & Développement) dans cadre business et en augmenter ainsi la rentabilité ;
- tracer une direction à même de fédérer les équipes autour d’un projet d’entreprise ;

En montrant comment la vision du dirigeant se traduit en produits et services concrets, la roadmap envoie un signal fort à l’extérieur et à l’intérieur de l’entreprise : les clients savent que l’offre de l’entreprise est pilotée et suit une trajectoire donnée; les équipes savent pour quel projet d’entreprise elles travaillent chaque jour.
Pour atteindre ces objectifs, l’entreprise a besoin en réalité de trois roadmaps : la roadmap Stratégique, la roadmap Produit et la roadmap Commerciale.

### Roadmap stratégique
La roadmap stratégique met en perspective la vision du dirigeant avec les fondamentaux du marché. Elle utilise donc l’analyse des marchés cibles, de leurs potentiels et de leurs dynamiques et fait correspondre à ces tendances les réponses de l’entreprise sous forme de produits et de services. La roadmap stratégique travaille à long terme (plusieurs années en fonction des secteurs d’activités) et permet de décrire la trajectoire de l’offre produit. 
La roadmap stratégique permet de convaincre les prospect d’aller plus loin dans la discussion d’affaire avec une entreprise. Plus l’entreprise traite avec des interlocuteurs de haut niveau, plus il est vital pour elle d’avoir une roadmap stratégique inspirationnelle, séduisante et solide.
C’est la raison pour laquelle il est recommandé de bien réfléchir aux véritables éléments de l’offre qui structurent la roadmap stratégique: les drivers de roadmap. La qualité et la crédibilité de tout le plan produit en dépendent.

### Roadmap produit
La roadmap produit est plus concrète et tout aussi importante que la roadmap stratégique. C’est elle qui décrit les arrivées des produits et de leurs éventuels composants. Elle a pour objectif de donner une consistance à la roadmap stratégique, en passant dans le concret des produits et des services.
La roadmap produit projette sur chaque driver de roadmap les composants produits et les gammes de produits. Son horizon temporel à moyen terme (de 18 mois à quelques années en fonction des secteurs d’activité) est plus court que la roadmap stratégique mais les informations contenues sont plus précises.
La roadmap produit est le document qui guide réellement les efforts de développement des équipes opérationnelles et notamment de équipes R&D. Elle n’a pas vocation à être présentée en externe, sauf pour des clients très proches avec lesquels l’entreprise veut nouer des liens de partenariats. Pour ces clients particuliers, avoir accès à la roadmap produit est une véritable marque de confiance et de reconnaissance de leur fournisseur à leur égard.

Exemple de roadmap des processeurs Intel.

### Roadmap commerciale
La roadmap stratégique et la roadmap produit sont capitales mais ne permettent pas de conclure les affaires commerciales entre un fournisseur et son client potentiel. C’est le rôle de la roadmap commerciale qui donne l’engagement définitif de l’entreprise sur ses offres produits et services.
La roadmap commerciale contient les produits tels qu’ils seront livrés aux clients, avec leur description fonctionnelle, matérielle etc. définitive et leurs prix de vente. Elle est présentée aux clients par les forces de ventes qui doivent maîtriser l’argumentaire commercial lorsqu’elles font l’exercice.
La roadmap commerciale présente aussi les jalons de livraison des produits et services : les jalons R&D (exemple : le jalon de démonstration) comme les jalons commerciaux. Son horizon temporel est minimum et varie selon les secteurs de trois à six mois. La précision de la description des produits est, elle, à son maximum et engage l’entreprise.
Ci-dessous, on peut trouver des explications sur certains types de roadmaps en fonction du contexte décrit (production logicielle, technologie, management).

## Roadmap de mise en production logicielle

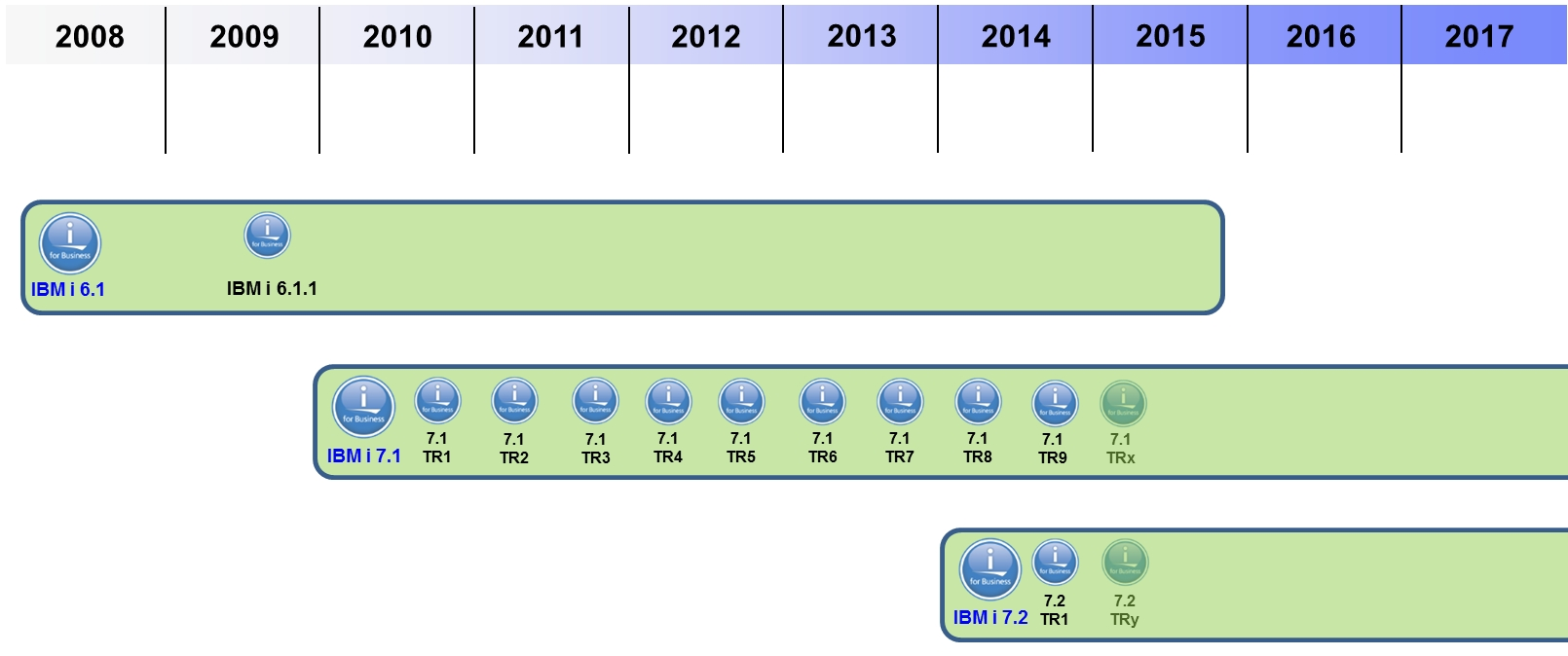
Exemple de roadmap de versions logicielles (IBM i series).

Très ressemblante à un planning de version logiciel, elle apporte une vision plus générale notamment si plusieurs applications informatiques sont affectées par un projet. En effet, si on peut se contenter d'un suivi de version applicative pour des projets informatiques mono ou duo applicatifs, l'assemblage de plusieurs briques de composants peut se révéler périlleux pour le SI si une vision roadmap globale n'existe pas. Au minimum, devront figurer les applications du SI, le cycle de leur version (si possible sur plusieurs années) et les contenus de ces versions (les plus lointaines dans le temps seront les plus vagues).
La mise à jour d'une roadmap logicielle est cyclique et la vision proche, par exemple à moins de deux mois, d'une roadmap logicielle reflète le planning d'une mise en fonctionnement opérationnelle d'un logiciel, de la phase livraison du logiciel en passant par les étapes de tests, intégration et recette utilisateur.
Avec une roadmap de mise en production logicielle, un retard de livraison d'une application est rapidement repéré et permet de limiter les risques d'un projet informatique multi-applications.

## Roadmap de technologie
Les roadmaps de technologie permettent de représenter les dates de sortie des nouveaux produits en explicitant les liens de dépendance avec les avancées technologiques programmées.
Les grandes sociétés de l'informatique actuelle, telles que Ati, Nvidia, AMD ou Intel par exemple, fournissent régulièrement des fragments de leur roadmap pour leurs produits à venir.

## Roadmap de management
Dans le contexte du management des entreprises, une roadmap de management (concept théorisé par Ibrahima FALL, docteur de l'école des mines de Paris)  a pour but de traduire efficacement la stratégie en plans d’apprentissage progressifs et structurés, pour développer les aptitudes de l’organisation i.e. ses capacités organisationnelles.
Chaque étape d’une roadmap explicite les actions concrètes et mesurables que chaque entité de l’organisation devra mener à bien dans différents domaines avant de considérer l’étape suivante. Cela permet de concentrer les efforts sur des actions en lien avec la stratégie et d’éviter la dispersion des actions locales.
Facilement mesurable et susceptible d'être audité (c’est un principe de base pris en compte lors de sa rédaction), la roadmap permet aux managers de connaître l’état d’avancement des différentes entités organisationnelles par l’utilisation de tableaux de bord et d’outils décisionnels. Le suivi des actions de progrès est ainsi facilité, et des actions correctives ou de support peuvent aussi être mises en place plus efficacement.

### Forces de l’approche
- Reconnaissance par les managers de l’importance des actions élémentaires ;
- Mise en évidence de la contribution des actions élémentaires aux objectifs stratégiques ;
- Coordination des actions et des acteurs ;
- Objectifs clairs et partagés ;
- Désincarnation de la mesure : la roadmap met l’accent sur des faits observables et mesurables, il ne s’agit pas d’évaluer subjectivement les individus ;
- Amélioration du dialogue entre les fonctionnels et les opérationnels : la roadmap est un outil d’échange et de négociation ;
- Chemin d’apprentissage progressif évitant les problématiques de barrières d’apprentissage ;
- Prise en compte de la disparité des entités de l’organisation (cultures différentes, turn-over, fusions et acquisitions, etc) : selon son niveau de maturité, chaque entité pourra progresser à son rythme avec des objectifs atteignables, en suivant une direction commune.

### Difficultés rencontrées
- La rédaction des roadmaps nécessite un travail initial important et une véritable implication des différents acteurs, à tous les niveaux de l’organisation ;
- Il est parfois difficile d’identifier des faits observables et facilement mesurables ;
- Les roadmaps conditionnent la performance à moyen et long terme : elles nécessitent un travail itératif et une animation sur la durée ;
- L’explicitation des objectifs et la vision concrète offertes par les roadmaps ne doivent pas inciter les acteurs à s’affranchir de leur rôle d’analyse et d’alerte : le contenu ne doit pas être considéré comme une vérité figée. Chaque acteur doit conserver un esprit critique et pouvoir échanger de l’information (forums, feed-backs, etc) ;
- Pour une mise en œuvre effective, la démarche nécessite la mise en œuvre d’outils logiciels adaptés, à l’ergonomie poussée.

### Activités de recherche
Les roadmaps de management trouvent leur fondement dans l'idée d'un management par les capacités organisationnelles. Une communauté particulièrement active dans le domaine est basée au Québec et fédérée par Gilles Saint-Amant, professeur à l'université du Québec à Montréal (UQAM).
Des travaux plus spécifiquement orientés sur le roadmapping sont menés en France dans différents laboratoires.
Depuis décembre 2007, l'Agence nationale de la recherche (ANR) soutient un projet visant le développement d'une plateforme logicielle de roadmapping de management orientée 2.0 (management participatif).

### Mise en œuvre opérationnelle
Les roadmaps de management ont fait l'objet d'une mise en œuvre à grande échelle au sein de l'équipementier automobile Valeo : les roadmaps ont été déployées dans toutes les entités du groupe.
D'autres mises en œuvre sont en cours[Quand ?] dans des secteurs d'activité différents, par exemple au Conseil général du Vaucluse.